# Sarahsaurus
Sarahsaurus („Sářin ještěr“; podle Sarah Butlerové, která finančně přispívala na vykopávky) byl rod vývojově primitivního sauropodomorfního plazopánvého dinosaura, žijícího v období spodní jury (asi před 190 miliony let) na území dnešní Arizony (USA). Podle novější fylogenetické analýzy spadal tento rod do kladu Massospondylidae.

## Objev a popis
Typový druh S. aurifontanalis byl popsán týmem paleontologů ze souvrství Kayenta v roce 2010. Fosilie tohoto dinosaura však byly objevené v těžko dostupném terénu již v roce 1997. Jedná se o třetího zatím popsaného bazálního sauropodomorfa ze Severní Ameriky, vývojově nezávislého na ostatních dvou. Dosahoval celkové délky asi 4 metrů a hmotnosti kolem 200 kilogramů.
Blízce příbuzným druhem byl například podstatně větší a geologicky mladší jihoafrický Kholumolumo ellebergerorum.